# أوليف هازلت
أوليف هازلت (بالإنجليزية: Olive Hazlett) هي رياضياتية وأستاذة جامعية أمريكية، ولدت في 27 أكتوبر 1890 في سينسيناتي في الولايات المتحدة، وتوفيت في 8 مارس 1974.